# Bvndit, Be Ambitious!
Bvndit, Be Ambitious! es el álbum sencillo debut del grupo femenino surcoreano Bvndit. Fue publicado el 10 de abril de 2019 a través de MNH Entertainment y Stone Music Entertainment, y contiene tres pistas, incluyendo su sencillo principal titulado «Hocus Pocus».

## Antecedentes y lanzamiento
El 13 de marzo de 2019, la agencia surcoreana MNH Entertainment anunció que haría debutar a su primer grupo femenino llamado Bvndit. Lanzaron el sitio web oficial de la banda y todas sus redes sociales, conformando además a cada una de las miembros del grupo: Yiyeon, Songhee, Jungwoo, Simyeong, Seungeun.
El 27 de marzo de 2019, la compañía anunció que el grupo debutaría con su álbum sencillo bajo el título Bvndit, Be Ambitious!. El álbum contiene tres canciones: «Be Ambitious!», «Hocus Pocus» y «My Error». Los vídeos de adelanto con cada una de los miembros para su vídeo musical se lanzaron desde el 27 de marzo hasta el 9 de abril de 2019. El 10 de abril, el vídeo musical de su sencillo principal, «Hocus Pocus», se lanzó en línea y a través de la aplicación V Live de Naver.

## Promoción
El vídeo musical de la canción principal «Hocus Pocus» se lanzó el 10 de abril de 2019, junto con el álbum sencillo que acumuló más de 1 millón de visitas en sus primeras 24 horas.
Bvndit tuvo su show debut de lanzamiento del grupo en el Yes24 Live Hall en Gwangjang-dong, Seúl, antes del lanzamiento del álbum sencillo, donde interpretaron su canción principal, además de la canción de introducción del álbum y que da título al trabajo musical, «Be, Ambitious!».
El grupo realizó su presentación debut el 11 de abril en el programa de televisión M! Countdown, seguida de presentaciones el 13 y 14 de abril en los programas Music Bank, Show! Music Core e Inkigayo, respectivamente. Para la actuación, también interpretaron «Be, Ambitious!» de su álbum.
El 23 de abril, el grupo también hizo una aparición en el programa de radio Idol Radio para promocionar su álbum, recibiendo elogios por ser artistas muy profesionales después de haber debutado recientemente.

## Lista de canciones
| CD, descarga digital |                          |                               |                               |               |          |  |
| N.º                  | Título                   | Letras                        | Música                        | Arreglos      | Duración |  |
| 1.                   | «Be Ambitious!»          | VICENZO, Fuxxy & Any Masingga | VICENZO, Fuxxy & Any Masingga | VICENZO       | 1:08     |  |
| 2.                   | «Hocus Pocus»            | MosPick                       | MosPick                       | MosPick       | 3:29     |  |
| 3.                   | «My Error (연애의 온도)» | Park Woo Sang                 | Park Woo Sang                 | Park Woo Sang | 3:34     |  |
| 8:11                 |                          |                               |                               |               |          |  |

## Historial de lanzamiento
| País          | Fecha               | Formato                       | Sello                                        |
| ------------- | ------------------- | ----------------------------- | -------------------------------------------- |
| Corea del Sur | 10 de abril de 2019 | CD Descarga digital streaming | MNH Entertainment, Stone Music Entertainment |